# Дизурія
Дизурія — сукупність різних симптомів, які пов'язані з порушенням нормального виділення сечі.

## Причини
- Інфекція сечовидільної системи (пієлонефрит, піонефроз, цистити, цистальгія, уретрит, захворювання що передаються статевим шляхом[3], та інш.)
- Не інфекційні захворювання сечовидільної системи (СКХ, простатит, вагініт, ендометріоз, стріктури уретри, пухлини сечовидільної системи, не інфекційні цистити, урологічні операції, та інш.)
- Ліки (наприклад, антихолінергічні препарати, настероїдні протизапальні), інші подразники (наприклад, гігієнічні індивідуальні засоби та речі; Їжа)
- Інше: різні види порферинурії, гіпотензія, реактивні артрити, дивертикуліти та інш.

Їжа, вживання якої надмірно подразнює сечовий міхур:
| - Усі алкогольні напої - Яблука - Яблучний сік - Банани - Пиво - Дріжджі - Консервовані фіги - Мускусна диня - Газовані напої - Шампанське - Сир - Куряча печінка - Перець чилі/спеції - Шоколад | - Цитрусові - Кава - Відварна солонина - Журавлина - Кінські боби - Виноград - Гуаява - Лимонний сік - Сочевиця - Лімська квасоля - Горіхи - Майонез - Синтетичні підсолоджувачі - Сира цибуля - Маринований оселедець | - Ананас - Сливи - Чорнослив - Родзинки - Житній хліб - Сахарин - Сметана - Соєвий соус - Полуниця - Чай - Помідори - Оцет - Вітаміни, які містять аспартам - Йогурт |

## Прояви
Усі симптоми поділяють на три великі групи: обструкції, подразнення та післяспорожнення.
Найтиповішими проявами дизурії є:
- болісне сечовиділення (больовий синдром може мати різні суб'єктивні прояви: «пече, ріже, колить» і т. д.)[5][6]
- часте і болісне сечовиділення
- часті поклики до сечовиділення, ніктурія
- часті поклики до сечовиділення з частим сечовиділенням в невеликій кількості
- виділення сечі краплями, «переривстою» струминою, може супроводжуватися суб'єктивним відчуттям дискомфорту
- та інш.

## Лікування
Методики лікування цілковито спрямовані на етіологічні фактори та полегшення стану пацієнта.